# Port lotniczy Kuçova
Port lotniczy Kuçova – port lotniczy i wojskowa baza lotnicza zlokalizowane w odległości 4 km od albańskiej miejscowości Kuçova. Jest to trzeci do wielkości aeroport Albanii.